# 武乡东站
武乡东站，原名武乡站，位于中华人民共和国山西省长治市武乡县丰州镇胡庄铺村，是太焦铁路上的火车站，建于1975年，由太原局集团管辖。2020年8月因郑太高速铁路新建高铁车站命名武乡站而改名为武乡东站。

## 歷史
- 建于1975年，时名“武乡站”。
- 2020年8月20日正式更名为“武乡东站”。

## 旅客列车目的地
自2025年1月起，每天有4班旅客列车在本站停靠。
| 目的地                  | 车次 | 所属路局   |
| ----------------------- | ---- | ---------- |
| 沁县 （实际运行至大平） | 8171 | 太原局集团 |
| 太原                    | 8172 | 太原局集团 |
| 太原                    | K904 | 太原局集团 |
| 九江                    | K903 | 太原局集团 |

## 車站周邊
- 武乡县职业中学
- 平家沟村村委会
- 武乡县新世纪文武学校

## 外部連結
- 中国铁路客户服务中心 （页面存档备份，存于）